# Vuelta Ciclista del Uruguay 1984
La 41.ª edición de la Vuelta Ciclista del Uruguay se disputó entre el 13 y el 22 de abril de 1984.

## Etapas
| Etapa  | Fecha       | Recorrido                       | Ganador (equipo)                    |
| 1.ª    | 13 de abril | Circuito en San José            | Roberto Muñoz (Federación de Chile) |
| 2.ª    | 14 de abril | Montevideo-Colonia              | Juan Carlos Seijo (Policial)        |
| 3.ª    | 15 de abril | Colonia-Mercedes                | Carlos Mario Jaramillo (Colombia)   |
| 4.ª    | 16 de abril | Mercedes-Paysandú               | Oscar Richieri (Olmo-Argentina)     |
| 5.ª A  | 17 de abril | Paysandú-Salto                  | José Cardozo (Artigas de Rocha)     |
| 5.ª B  | 17 de abril | Contrarreloj en Salto (CRI)     | Federico Moreira (Policial)         |
| 6.ª    | 18 de abril | Salto-Tacuarembó                | Roberto Muñoz (Federación de Chile) |
| 7.ª    | 19 de abril | Tacuarembó-Melo                 | José Asconeguy (Belo Horizonte)     |
| 8.ª    | 20 de abril | Melo-Treinta y Tres             | Waldemar Correa (General Hornos)    |
| 9.ª    | 21 de abril | Treinta y Tres-Maldonado        | Néstor Mora (Colombia)              |
| 10.ª A | 22 de abril | Contrarreloj en Maldonado (CRI) | Rogelio Arango (Colombia)           |
| 10.ª B | 22 de abril | Maldonado-Montevideo            | Federico Moreira (Policial)         |

### Clasificación individual[2]
| Pos. | Ciclista               | Equipo                   | Tiempo           |
| ---- | ---------------------- | ------------------------ | ---------------- |
| 1.º  | Rogelio Arango         | Federación de Colombia A | 43 h 07 min 35 s |
| 2.º  | Federico Moreira       | Club Atlético Policial   | a 12 s           |
| 3.º  | Juan Carlos Seijo      | Club Atlético Policial   | a 2 min 27 s     |
| 4.º  | Osvaldo Frossasco      | C. C. General Hornos     | a 4 min 08 s     |
| 5.º  | José Cardozo           | Artigas de Rocha         | a 4 min 36 s     |
| 6.º  | Luis Moyano            | Olmo-Argentina           | a 4 min 58 s     |
| 7.º  | Carlos Mario Jaramillo | Federación de Colombia A | a 6 min 51 s     |
| 8.º  | Oscar Richieri         | Olmo-Argentina           | a 6 min 63 s     |
| 9.º  | José Asconeguy         | Belo Horizonte           | a 7 min 06 s     |
| 10.º | Ricardo Rondán         | Belo Horizonte           | a 7 min 43 s     |

### Clasificación por equipos
| Pos. | Equipo                   | Tiempo            |
| ---- | ------------------------ | ----------------- |
| 1.º  | Cul Atlético Policial    | 129 h 34 min 51 s |
| 2.º  | Federación de Colombia A | a 5 min 49 s      |
| 3.º  | Olmo-Argentina           | a 9 min 03 s      |
| 4.º  | General Hornos           | a 23 min 57 s     |
| 5.º  | FEderación de Colombia B | a 47 min 34 s     |